# کراتچو (اکلاهما)
کراتچو (به انگلیسی: Crutcho) یک منطقهٔ مسکونی در ایالات متحده آمریکا است که در شهرستان اکلاهما، اکلاهما واقع شده‌است.